# Mehmed I Giray
Mehmed I Giray (Oblast' di Astrachan', 30 novembre 1465 – Astrachan', 1523) è stato un sovrano russo, fu khan del Khanato di Crimea.
Suo padre fu Meñli I Giray, Khan dal 1466 fino al 1515 con tre interruzioni. mise suo fratello sul trono di Kazan' e fu ucciso dopo aver preso Astrachan'.